# Вир и Зара
«Вир и За́ра» (хинди  वीर-ज़ारा , англ. Veer-Zaara) — индийский кинофильм-мелодрама режиссёра Яша Чопры, выпущенный в прокат 12 ноября 2004 года в оригинале на языке хинди. В главных ролях снялись Шахрукх Кхан, Прити Зинта и Рани Мукерджи, а также Амитабх Баччан и Хема Малини в качестве камео. После 7 лет перерыва Яш Чопра вернулся к режиссуре, в третий раз пригласив актёра Шахрукха Кхана на главную мужскую роль. Четвёртый совместный фильм Чопры и Кхана после картин «Жизнь под страхом», «Непохищенная невеста» и «Сумасшедшее сердце». Фильм «Вир и Зара» стал блокбастером 2004 года и одним из наиболее успешных в прокате фильмов Болливуда, собрав в мировом прокате более 900 миллионов рупий. Картина была показана на Берлинском кинофестивале. Фильм был представлен на Filmfare Awards в 15 номинациях, завоевал Filmfare Award за лучший фильм и Национальную кинопремию Индии.

## Сюжет
Бо́льшая часть сюжета фильма показывается в качестве воспоминаний главного героя — Вира Пратапа Сингха.
В Лахоре в богатой и влиятельной пакистанской семье политиков Хайят Хан умирает старая преданная служанка — Бебе (на пенджабском языке обозначает мама, бабушка, но здесь используется в значении няня). Перед смертью Бебе просит свою воспитанницу — молодую и беззаботную девушку-мусульманку Зару — исполнить её последнее желание: отвезти  её прах на  Родину, в Индию, в священный город сикхов Киратпур  и развеять над рекой Сатледж.
Выполняя предсмертное желание няни, Зара приезжает в Индию. Автобус, на котором ехала девушка, попадает в аварию, и к ней на помощь приходит пилот индийских ВВС, командир эскадрильи Вир Пратап Сингх. С помощью Вира Зара хоронит прах своей няни. Вир убеждает Зару остаться отдохнуть на один день в Индии. Зара соглашается, и Вир берёт её на экскурсию по Пенджабу. Они посещают родную деревню Вира, в которой живут его дядя с тётей, и попадают на фестиваль Лоди. Вир влюбляется в Зару, но прежде чем успевает признаться девушке в своих чувствах, они встречают жениха Зары, который приехал найти и увезти её в Пакистан.
Вернувшись домой, Зара понимает, что тоже влюблена в Вира. Однако её долг — сохранить честь семьи и выйти замуж по выбору отца, ведь её свадьба будет способствовать его политической карьере и упрочению положения семьи в обществе Пакистана. В разгар приготовлений к свадьбе Зара рассказывает матери и служанке о своей любви к индийцу. Служанка Зары едет в Индию и просит Вира увезти её госпожу. Вир приезжает в Пакистан, однако мать Зары, Мариам Хайят Хан, просит его отказаться от задуманного, так как отец Зары — Джахангир Хаят Хан — влиятельный политик, чья репутация и здоровье будут разрушены, если всплывёт правда о том, что их единственная дочь влюблена в индийца. Вир прощается с Зарой и собирается возвращаться домой, но его арестовывают и отправляют в пакистанскую тюрьму по обвинению в шпионаже.
Проходит 22 года. Правительство Пакистана приняло решение пересмотреть дела некоторых заключённых индийцев. Самия Сиддики (прототипом которой послужила Асма Джахангир — известный пакистанский адвокат и борец за права человека) — пакистанский адвокат-идеалист, борющаяся за расширение прав и возможностей женщин в Пакистане. Первое дело Самии — случай заключённого под номером 786 — Вира Пратапа Сингха, который за все эти годы не произнёс ни слова. Число 786, по мнению некоторых мусульман, является священным в исламе. Самия считает это знаком Божьим и решительно настроена оправдать Вира и помочь ему вернуться на Родину.
Самия приезжает в Индию с целью найти родных или друзей Вира, которые могут подтвердить его личность в суде, и встречает Зару, которая считала Вира погибшим и жила после смерти его дяди и тёти в их доме. Самия добивается освобождения Вира. Судья просит у Вира прощения от имени Пакистана. Вир и Зара прощаются с Самией в Вагахе и вместе возвращаются в Индию в родную деревню Вира. История гласит, что двое влюблённых всегда найдут путь друг к другу, независимо от того, сколько трудностей уготовила им судьба.

## В ролях
| Актёр            | Роль                            |
| ---------------- | ------------------------------- |
| Шахрукх Кхан     | Вир Пратап Сингх                |
| Прити Зинта      | Зара Хаят Хан                   |
| Рани Мукерджи    | Самия Сиддики, адвокат          |
| Кирон Кхер       | Мариям Хаят Хан, мать Зары      |
| Боман Ирани      | Джахангир Хаят Хан, отец Зары   |
| Амитабх Баччан   | Чаудхари Самер Сингх, дядя Вира |
| Хема Малини      | Маати, тётя Вира                |
| Дивья Датта      | Шаббо, служанка Зары            |
| Анупам Кхер      | Закир Ахмед, адвокат            |
| Манодж Баджпаи   | Раза Ширази, жених Зары         |
| Зохра Сехгал     | Бебе, няня Зары                 |
| Акхилендра Мишра | тюремщик в пакистанской тюрьме  |
| Том Олтер        | доктор                          |
| Яш Чопра         | рассказчик (в титрах не указан) |

## Съёмочная группа
- Режиссёр: Яш Чопра
- Продюсеры: Яш Чопра, Адитья Чопра, Падам Бхушан, Памела Чопра, Паял Чопра, Удай Чопра,  Санджай Шивалкар
- Сценаристы: Адитья Чопра, Сатиш Бабария
- Оператор: Анил Мехра
- Художники: Шармишта Рой  (художник-постановщик), Маниш Малхотра (по костюмам), Мандира Шукла (по костюмам)
- Монтажёр: Ритеш Сони
- Композиторы:  Мадан Мохан (посмертно) и его сын Санджив Кохли
- Стихи песен: Джавед Ахтар
- Песни за кадром исполняют: Лата Мангешкар, Удит Нараян, Сону Нигам, Руп Кумар Ратод, Гурдас Манн,  Джагджит Сингх,  Ахмед Хусейн,  Мухаммед Хусейн,  Мухаммед Вакил, Джавед Хусейн, Pritha Mazumder
- Хореография:

## Саундтрек
Музыка к фильму была создана на основе неиспользованных прежде композиций покойного композитора Мадана Мохана его сыном композитором Сандживом Кохли. Стихи песен написаны Джаведом Ахтаром.
Саундтрек был выпущен на CD и на DVD-Audio. Также была выпущена полная версия фоновой музыки, что является редкостью. Для сохранения хронометража из окончательного варианта фильма были вырезаны 2 песни в исполнении Латы Мангешкар — «Tum Paas Aa Rahe Ho» (или «Yeh Hum Aa Gaye Hain Kahan?») и «Jaane Kyon», которые вошли в музыкальный альбом на CD.
Альбом был выпущен 18 сентября 2004 года и стал самым продаваемым болливудским саундтреком года. Альбом был номинирован на премию Filmfare за лучшую музыку к фильму, которую уступил саундтреку к фильму «Я рядом с тобой!», и получил премию IIFA Award for Best Music Director за лучшую музыку (композитор Мадан Мохан, посмертно).
| №   | Название                     | Исполнители                                                  | Длительность |
| --- | ---------------------------- | ------------------------------------------------------------ | ------------ |
| 1.  | «Tere Liye»                  | Лата Мангешкар, Руп Кумар Ратод                              | 5:34         |
| 2.  | «Main Yahan Hoon»            | Удит Нараян                                                  | 4:57         |
| 3.  | «Aisa Des Hai Mera»          | Лата Мангешкар, Удит Нараян, Гурдас Манн, Прита Мазумдар     | 7:10         |
| 4.  | «Yeh Hum Aa Gaye Hain Kahan» | Лата Мангешкар, Удит Нараян                                  | 5:45         |
| 5.  | «Do Pal»                     | Лата Мангешкар, Сону Нигам                                   | 4:27         |
| 6.  | «Kyon Hawa»                  | Лата Мангешкар, Сону Нигам                                   | 6:14         |
| 7.  | «Hum To Bhai Jaise»          | Лата Мангешкар                                               | 4:19         |
| 8.  | «Aaya Tere Dar Par»          | Ахмед Хусейн, Мухаммед Хусейн, Мухаммед Вакил, Джавед Хусейн | 7:53         |
| 9.  | «Lodi»                       | Лата Мангешкар, Удит Нараян, Гурдас Манн                     | 6:55         |
| 10. | «Tum Paas Aa Raahein Ho»     | Лата Мангешкар, Джагджит Сингх                               | 5:12         |
| 11. | «Jaane Kyun»                 | Лата Мангешкар                                               | 5:16         |

## Награды и номинации
- Лучший развлекательный фильм — Яш Чопра[4]

Filmfare Awards
- Лучший фильм
- Лучший диалог — Адитья Чопра
- Лучший сюжет — Адитья Чопра
- Лучшие слова к песне для фильма — Джавед Ахтар за песню «Tere Liye»

IIFA Awards
- Лучший фильм — Адитья Чопра
- Лучший режиссёр — Яш Чопра
- Лучший актёр — Шахрух Хан
- Лучшая актриса второго плана — Рани Мукерджи
- Лучший композитор — Мадан Мохан (посмертно)
- Лучший сценарий — Адитья Чопра

Star Screen Awards
- Лучший фильм
- Лучший актёр — Шахрух Хан
- Лучший диалог — Адитья Чопра
- Лучший сюжет — Адитья Чопра
- Лучшая кинопара года — Jodi № 1 — Шахрух Хан и Прити Зинта
- Лучшая актриса второго плана — номинация — Рани Мукерджи

Stardust Awards
- Звезда года — женская — Прити Зинта
- Лучшая актриса второго плана — Кирон Кхер
- Лучший актёр — Шахрух Хан

Zee Cine Awards
- Лучший фильм — Яш Чопра и Адитья Чопра
- Лучший режиссёр — Яш Чопра
- Лучший актёр — Шахрух Хан
- Лучшая актриса второстепенной роли — Дивья Датта

Bollywood Movie Awards
- Лучший фильм — Яш Чопра и Адитья Чопра
- Лучший режиссёр — Яш Чопра
- Лучший актёр — Шахрух Хан
- Лучший композитор — Мадан Мохан (посмертно)
- Лучшие тексты песен — Джавед Ахтар за песню «Tere Liye»

Global Indian Film Awards
- Лучший актёр — Шахрух Хан
- Лучшая актриса второго плана — Дивья Датта
- Лучший сюжет — Сатиш Бабария

## Критика
Фильм имел успех не только в Индии и Пакистане, но и за рубежом, в частности в США, Канаде, Великобритании, Германии, Франции и Южной Африке. Фильм вошёл в программу Берлинского международного кинофестиваля, где был хорошо принят.
Фильм получил положительные отзывы критиков. Акаш Ганди из Planet Bollywood присвоил фильму рейтинг 9.5 из 10 и сказал: «Любовные истории приходят и уходят, фильмы становятся хитами или проваливаются, но „Вир и Зара“ — это вечная история любви и бессмертный фильм, который останется жить в сердцах любителей кино. „Вир и Зара“ — величественный рассказ о двух людях, разделённых религиозными и национальными конфликтами, но объединённых в единое целое любовью и преданностью».С. Махапарта из Smashits.com отмечает, что «эта эмоциональная история любви способствует укреплению взаимоотношений Индии и Пакистана». Субхаш К. Джа из Glamsham.com заявил, что «„Вир и Зара“ — это очень простая история огромного благородства и идеализма». Анита Десаи из Apunkachoice.com поставила фильму 4 из 5 звёзд и написала, что «„Вир и Зара“ — это фильм, который понравится многим».
Фильм был также признан за рубежом. Маниш Гаджжар из BBC прокомментировал, что «„Вир и Зара“ имеет масштабный сюжет с некоторыми непредсказуемыми поворотами и эмоциями, держащими зрителей в напряжении». Рецензент BBC Джай Малхотра сказал: «„Вир и Зара“ является интенсивным фильмом, эмоционально зрелой историей любви, которая никогда не потеряет актуальности. Это очень разумный и зрелый фильм, который имеет все задатки стать классикой жанра вне зависимости от его судьбы в прокате». Дерек Элли из Variety положительно отозвался о фильме и сравнил его с фильмом «И в печали, и в радости».

## DVD и Blu-Ray
- Фильм  выпущен на  DVD  компанией «Yash Raj Films»  6 июня 2005 года.
- Кроме фильма,  DVD-диск содержит дополнительные материалы:   интервью с Яшем Чопрой, вырезанные  сцены, трейлеры и промо, а также вырезанная песня  «Yeh Hum Aa Gaye Hain Kahan».
- DVD-диск  имеет звуковые дорожки на языке хинди и 11 дорожек с  субтитрами на английском и арабских языках.
- В декабре 2009 года фильм выпущен на Blu-Ray.
- В России фильм выпущен на DVD 25 февраля 2010 года компанией  «Русское счастье».